# ピナコリルアルコール
ピナコリルアルコール (英: pinacolyl alcohol) は、分子式 C6H14O の第二級アルコールである。IUPAC名は3,3-ジメチル-2-ブタノール (英: 3,3-dimethyl-2-butanol)。消防法に定める第4類危険物 第2石油類に該当する。
神経ガスのソマンの原料となるため化学兵器禁止条約における第1種指定物質となっている。